# Tainaniella spinator
Tainaniella spinator is een vliesvleugelig insect uit de familie bronswespen (Chalcididae). De wetenschappelijke naam is voor het eerst geldig gepubliceerd in 1862 door Walker.